# Campaña de Morelos
La campaña de Morelos se refiere  a la campaña del cura de Carácuaro José María Morelos y Pavón en la independencia de México. Esta comenzó el 20 de octubre de 1811, cuando el cura de Carácuaro, José María Morelos y Pavón, se entrevistó con Miguel Hidalgo, Hidalgo lo comisionó para levantar tropas en el sur y tomar el puerto de Acapulco Guerrero. Durante su primera campaña el objetivo principal de Morelos era controlar las cercanías a Acapulco y cortar el comercio novohispano. En 1811 intentó infructuosamente tomar el puerto, pero fue derrotado y debió replegarse a Chilpancingo. Logró tomar algunas ciudades de lo que hoy es Guerrero, como Tixtla, Chilpancingo y Chilapa, donde se le unieron los Galeana, los Bravo y Vicente Guerrero. Así pues, a fines de 1811 inició su marcha hacia el centro del país, y el 12 de diciembre se unió a sus fuerzas el sacerdote Mariano Matamoros.
En febrero de 1812 Félix María Calleja sitió a Morelos en el pueblo de Cuautla. Luego de resistir durante más de setenta días, Morelos rompió el cerco y venció a los realistas. Poco después marchó a Huajuapan para auxiliar a Valerio Trujano y el 25 de noviembre tomó Oaxaca.
Por abril de 1813 Morelos y sus fuerzas regresaron a Acapulco ciudad que finalmente capituló a fines de ese mes En septiembre de ese año se celebró en Chilpancingo el Congreso de Anáhuac, donde Morelos obtuvo el título de Siervo de la Nación y publicó sus famosos Sentimientos de la Nación. Acto seguido marcharon a Valladolid, donde Iturbide logró derrotarlos en diciembre de 1813.
Para 1814, Morelos perdió a sus dos más valiosos generales, Matamoros y Galeana. Uno de sus más importantes logros consistió en la Constitución de Apatzingán, publicada el 22 de octubre de 1814. El 5 de noviembre de 1815 Morelos fue capturado, enjuiciado, sentenciado a la pena de muerte y ejecutado el 22 de diciembre de 1815.

## Libros
- Esquivel, Milán, Gloria (1996). Historia de México. Oxford: Harla.
- Moreno, Salvador (1995). Historia de México. México: Ediciones Pedagógicas.

- Datos: Q5742657